# ×Crepidiastrixeris denticulato-lanceolata
Crepidiastrixeris denticulato-lanceolata là một loài thực vật có hoa trong họ Cúc. Loài này được Kitam. mô tả khoa học đầu tiên năm 1942.